# Dolán György
Dolán György (Nagymácséd, 1952. augusztus 23. –) festőművész, multimediális művész, könyvillusztrátor.

## Élete
1977–1983 között elvégezte a Pozsonyi Képzőművészeti Főiskola monumentális festészeti szakát, azóta szabadfoglalkozású művész. 1985–1990 között Misuratában és Tripoliban (Líbia), 1995-ben Kairóban és Port Sideban (Egyiptom), valamint az indiai Szúratban élt.
Líbiai és egyiptomi, majd indiai tartózkodásai erős hatással voltak képzőművészeti világára. Nagymácséd megbízásából 1997-ben megfestette Mészáros Dávid plébános 1849-es mártírhalálát. 
Magyarbélen él.
A Szlovákiai Magyar Képzőművészek Társaságának öt éven át elnöke volt. Különböző szimpóziumok, szakmai szervezetek, alkotótáborok szervezésében is jelentős részt vállalt (Patfürdő, Pro Arte Danubii, Sympat, nyárasdi művésztelep).

## Elismerései
- 1996-tól Nagymácséd díszpolgára
- 1998-ban párizsi ösztöndíjas volt
- A Szlovákiai Magyar Képzőművészek Társasága 2004. évi nívódíjasa

## Kiállításai
- 1997 Homokban (Budapest)
- 2003 Fekete foltok (Komárom, Dunaszerdahely)
- 2004 Espace Van Gogh (Franciaország)
- 2005 Jelek (Prága)
- 2006 Eufória (Pozsony)
- 2012-2013 Dolán 60 (életmű-kiállítás, Komárom, Nagyszombat).